# Каракара андійська
Каракара андійська (Phalcoboenus megalopterus) — вид хижих птахів родини соколових (Falconidae).

## Поширення
Вид поширений на більшій частині Перу, в Болівії, на крайньому півдні Еквадору, на північному заході Аргентини і на півночі Чилі до провінції Кольчагуа. Зазвичай він живе в високогір'ї Анд на висоті від 2900 до 5000 м над рівнем моря, де рослинність не дуже висока, а дерева нечасті, хоча їх також можна побачити на прибережних пагорбах.

## Опис
Великий птах, завдовжки від 47 до 55 см. Самці важать близько 800 грам. Голова, спина, шия та груди чорні. Черево, круп та нижня сторона хвоста білі. Крила мають чорні первинні та шоколадні вторинні криючі, а також білі краї. Хвіст чорний з білими основою і кінчиком. Лорум неоперений, жовтуватого кольору. Дзьоб має червонувату основу і роговий кінчик. Ноги помаранчево-жовті.